# Une promenade en mer
Une promenade en mer est un vaudeville en un acte de Jules Verne écrit en 1848.

## Argument
Le Saint-Dunstan rencontre un contrebandier français, le Passe-Partout, qui cherche à débarquer sa marchandise sur l'île de Wight. À bord du Saint-Dunstan, les vivres manquent et Lord Gray imagine de se ravitailler sur le bateau français, en lui donnant une bonne leçon. Comme il fait calme plat, on décide de l'attaquer avec les embarcations de bord. Ossulton, Lady Gray, Anna, Lord Packet restent à bord et sont tous malades. L'embarcation s'éloigne. On ne distingue pas ce qui se passe et le canot revient... aux mains des Français. Georges, qui s'était fait embaucher comme matelot sur le Saint-Dunstan, est en fait midship. Il est follement amoureux d'Anna, mais celle-ci doit épouser Lord Packet ! Les Français se rendent maîtres du Saint-Dunstan. Ils font faire un repas par le cuisinier Jack. Le patron contrebandier utilise alors les canots anglais et ses prisonniers pour débarquer clandestinement sa marchandise. Antoine veut pendre le jeune Georges, mais Anna le supplie. Antoine veut bien surseoir à l'exécution si quelqu'un est d'accord pour épouser le condamné. Anna se démasque devant ses parents et crie son amour. Lord Gray est dans l'obligation d'accepter et tout se termine pour le mieux.

## Personnages
- Antoine, capitaine du Passe-Partout
- Cabestan, maître d'équipage du Passe-Partout
- Lord Gray, propriétaire du Saint-Dunstan
- Cornbill, lieutenant du Saint-Dunstan
- Lord Packet, futur gendre de Lord Gray
- Jack, cuisinier du Saint-Dunstan
- Georges, élève-officier du Saint-Dunstan, amoureux d'Anna
- Lady Gray, épouse de Lord Gray
- Anna Gray, fille de Lord Gray
- Lady Ossulton, cousine de Lady Gray
- Matelots français
- Matelots anglais

## Commentaires
L'action de la pièce se déroule en 1820.
Pour la première fois, Jules Verne met en scène la mer et les bateaux. Plus même, la contrebande, qui reviendra en force dans sa nouvelle San Carlos et, plus tard, dans son roman Le Beau Danube jaune. S'il ridiculise ici l'aristocratie anglaise, en tant que caricature de l'establishement, il montrera plus tard pour celle-ci une véritable admiration, particulièrement envers la noblesse écossaise, dont il serait descendant par sa mère. C'est bien là l'une des caractéristiques de cet auteur qui, comme dans bien des domaines de sa vie, sera écartelé entre attraction et répulsion. Malgré tout, vers la fin de sa vie et au milieu de son œuvre, l'anglophobie deviendra récurrente dans ses écrits.
La nourriture occupe par ailleurs une place importante dans l'intrigue, confirmant, s'il le fallait, l'inclination de l'auteur à la boulimie. On notera cependant ici une approche humoristique et plaisante, comme les noms de plats totalement fantaisistes, qui dédramatise le problème. 
Quant aux allusions à la virginité, les jurons, expressions familières, voire les grossièretés, elles laissent à penser que le club des Onze sans femme, dont faisait partie Jules Verne et ses condisciples, n'était pas une réunion mondaine, mais bien un club de potaches en mal de sensations, et qu'on devait souvent y « parler filles » d'une manière assez crue.
Notons que l'on retrouve dans la pièce la chanson de Jules Verne Les Gabiers dont le texte sera en partie modifié en 1851 lorsqu'elle paraîtra chez J. Meissonnier Fils sur une musique d'Aristide Hignard.